# Dušan Kovačević
Dušan Kovačević (Душан Ковачевић, dǔʃan koʋǎːtʃeʋitɕ; nascut el 12 de juliol de 1948) és un guionista, director de cinema i acadèmic serbi conegut per les seves obres de teatre i els guions de pel·lícules. També va servir com a ambaixador de Sèrbia a Lisboa.

## Biografia
Kovačević va néixer a Mrđenovac prop de Šabac, República Socialista de Sèrbia, República Federal Socialista de Iugoslàvia, es va graduar al Svetozar Marković Gymnasium a Novi Sad, i va rebre una llicenciatura en dramatúrgia a la Universitat de Belgrad el 1973. A partir del 1973, va treballar com a dramaturg a TV Beograd durant cinc anys. Des de 1998 és el director artístic de Zvezdara teatar. El 2003 va dirigir la seva primera pel·lícula, Profesionalac (2003).
La prolífica obra de Kovačević és ben coneguda i popular a Sèrbia. Les seves comèdies s'han traduït a 17 idiomes, però la seva obra no va estar disponible en anglès fins a mitjans dels anys noranta. Una de les seves obres, Balkanski špijun s'estava assajant a Beijing en el moment de les protestes de la plaça de Tian'anmen de 1989.
Monàrquic declarat, Dušan Kovačević és membre del Consell de la Corona d'Aleksandar Karađorđević. També és membre de l'Acadèmia Sèrbia de Ciències i Arts. El 2020 va rebre l'orde Sretenje de la República de Sèrbia.
La seva filla Lena Kovačević és cantant de jazz.

## Obres seleccionades

### Obres de teatre
- Radovan Treći - Radovan III (1973)
- Maratonci trče počasni krug (1973)
- Proleće u januaru (1977)
- Sabirni centar (1982)
- Balkanski špijun (1982)
- Sveti Georgije ubiva aždahu (1984)
- Klaustofobična Komedija  (1987)
- Profesionalac (1990)
- Urnebesna Tragedija - (1990)
- Lari Tompson, tragedija jedne mladosti (1996)
- Kontejner sa Pet Zvezdica (1999)
- Doktor Šuster (2001)
- Generalna proba samoubistva (2009)
- Život u tesnim cipelama (2011)
- Kumovi - Godfathers (2013)
- Rođendan gospodina Nušića (2014)
- Hipnoza jedne ljubavi (2016)

### Guions
- Bestije,1977
- Poseban tretman, 1980
- Ko to tamo peva, 1980
- Maratonci trče počasni krug 1982
- Balkanski špijun 1984
- Sabirni Centar 1989
- Pod zemlja, 1995 (Underground dirigida per Emir Kusturica, guanyadora de la Palma d'Or a lFestival de Canes.
- Profesionalac, 2003
- Sveti Georgije ubiva aždahu, 2003
- Nije loše biti čovek 2021

### Poesia
- Ja to tamo pevam (2020)[5]